# Pénélope des Andes
Penelope montagnii
Espèce
Statut de conservation UICN

 LC  : Préoccupation mineure
La Pénélope des Andes (Penelope montagnii) est une espèce d'oiseau de la famille des Cracidae.

## Description
Elle mesure entre 40 et 50 cm de longueur, le corps est long et mince avec un cou fin et une petite tête, de forme semblable à la dinde mais plus élégante. Le plumage est globalement brun avec une bordure blanche pour les plumes de la tête, du cou et de la poitrine. Elle a un fanon rouge et des pattes rougeâtres.

## Répartition
On la trouve au-dessus de 1 500 m d'altitude sur les hauts plateaux des Andes au Venezuela Colombie, Équateur et Pérou, au sud de la Bolivie et peut-être à l'extrême nord-ouest de l'Argentine.

## Liste des sous-espèces
Selon la classification de référence du Congrès ornithologique international (version 15.1, 2025) :
- Penelope montagnii montagnii (Bonaparte, 1856) — nord-ouest du Venezuela, nord et centre de la Colombie ;
- Penelope montagnii atrogularis Hellmayr & Conover, 1932 — sud-ouest de la Colombie et ouest de l'Équateur ;
- Penelope montagnii brooki Chubb, C, 1917 — sud de la Colombie et est de l'Équateur ;
- Penelope montagnii plumosa Berlepsch & Stolzmann, 1902 — centre du Pérou ;
- Penelope montagnii sclateri Gray, GR, 1860 — centre de la Bolivie.